# 무구루마 다쿠야
무구루마 다쿠야(일본어: 六車 拓也, 1984년 6월 13일 ~ )는 일본의 전 축구 선수이다.

## 구단 경력
과거 교토 퍼플 상가, 알비렉스 니가타, 도쿠시마 보르티스에서 활동하였다.